# Tamara Podemski

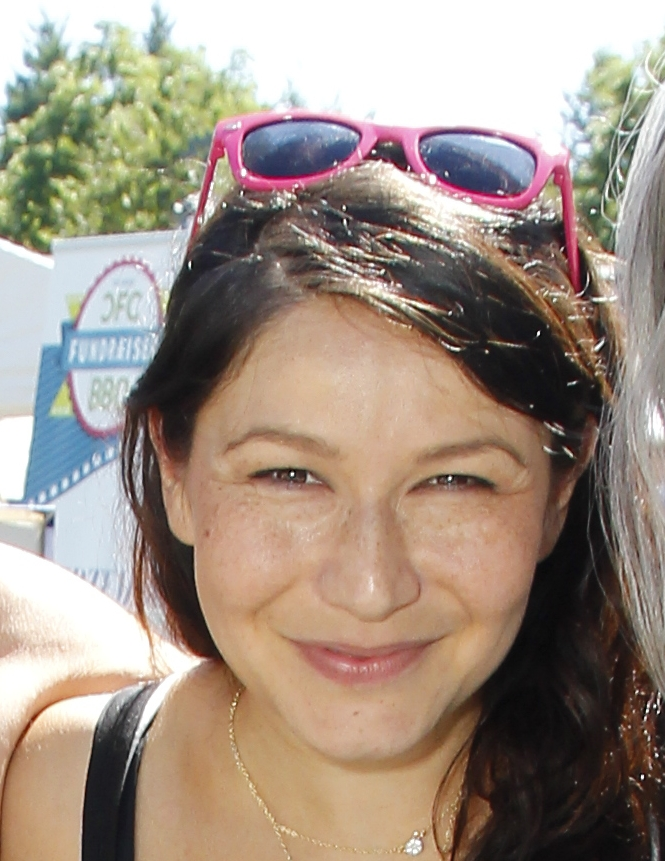
Tamara Podemski, 2014

Tamara Podemski (* 16. Oktober 1977 in Toronto, Ontario) ist eine kanadische Schauspielerin.

## Leben und Leistungen
Der Vater von Podemski ist Jude, ihre Mutter ist eine Angehörige einer First Nation der Anishinabe. Die Schauspielerin spielte in Kanada im Theaterstück Rent und zog im Jahr 1998 nach New York City, wo sie ebenfalls auftrat.
Nach einer Rolle in der deutsch-kanadischen Miniserie Blauvogel (1994) spielte Podemski an der Seite ihrer Schwester Jennifer im Filmdrama Tanz mit einem Mörder (1994). Für ihre Rolle im Filmdrama Four Sheets to the Wind (2007) erhielt sie einen Sonderpreis der Jury des Sundance Film Festivals und wurde für den Independent Spirit Award 2008 nominiert.
Seit 2019 spielt Podemski Hauptrollen in den Serien Coroner – Fachgebiet Mord (als Alison Trent) und Run (als Detective Babe Cloud). 2020 sollte sie im Theaterstück This Is How We Got Here von Keith Barker auftreten.
Podemski war in den Jahren 2001 bis 2006 mit dem Schauspieler Darrell Dennis verheiratet.

## Filmografie (Auswahl)
- 1994: Blauvogel (Miniserie, 13 Folgen)
- 1994: Tanz mit einem Mörder (Dance Me Outside)
- 1996–1997: The Rez (Fernsehserie, 3 Folgen)
- 1996–1997: Amanda und Betsy (Ready or Not, Fernsehserie, 10 Folgen)
- 2000: Johnny Greyeyes
- 2003: Another Country
- 2007: Four Sheets to the Wind
- 2007: Rabbit Fall – Finstere Geheimnisse (Rabbit Fall, Fernsehserie, 2 Folgen)
- 2012: Heartland – Paradies für Pferde (Heartland, Fernsehserie, Folge 5x16 Wild Horses)
- 2012: The Lesser Blessed
- 2013: Cracked (Fernsehserie, Folge 2x06 Ghost Dance)
- 2018: Never Saw It Coming
- 2019: Holly Hobbie (Fernsehserie, Folge 2x09 The Hesitant Heroine)
- 2019–2021: Coroner – Fachgebiet Mord (Coroner, Fernsehserie, 16 Folgen)
- 2020: Run (Fernsehserie, 2 Folgen)
- 2020: Unsettled (Fernsehserie, 10 Folgen)
- 2022: Ghosts (Fernsehserie, Folge 1x15 Thorapy)
- 2022–2023: Reservation Dogs (Fernsehserie, 4 Folgen)
- 2022–2024: Outer Range (Fernsehserie, 15 Folgen)
- 2023: Essex County (Fernsehserie, 2 Folgen)
- 2023: Fancy Dance